# Клеопатра (филм, 1934)
„Клеопатра“ (на английски: Cleopatra) е американски епичен филм от 1934 г. на режисьора Сесил Демил и е разпространен от „Парамаунт Пикчърс“. Като разказ за историята на египетската кралица Клеопатра, сценарият е на Валдемар Йънг и Винсънт Лорънс, е базиран на историческия материал, адаптиран от Барлет Кормак. Във филма участват Клодет Колбер като кралица Клеопатра, Уорън Уилям като Юлий Цезар и Хенри Уилкоксън като Марк Антоний.
Филмът получава пет номинации „Оскар“. Това е първият филм на режисьора Демил, който получава номинация за най-добър филм. Виктор Милнър печели „Оскар“ за най-добра кинематография.